# Ronald Graafland
Ronald Graafland (Rotterdam, 30 aprile 1979) è un ex calciatore olandese, di ruolo portiere.